# 司法官
司法官（英語：magistrate）是對於法官和檢察官的合稱。該術語主要存在於大陸法司法管轄區。

## 中華民國
在中華民國，「法官」和「檢察官」兩者的考試類別、職前訓練皆為同一，自司法官學院（舊稱「司法官訓練所」）結業後才分發確認身份別。

### 身分定義
據《司法人員人事條例》第3條的規定，司法官係指下列人員：
1. 最高法院院長、兼任庭長之法官、法官。
2. 最高檢察署檢察總長、主任檢察官、檢察官。
3. 高等法院以下各級法院及其分院兼任院長或庭長之法官、法官。
4. 高等檢察署以下各級檢察署及其分署檢察長、主任檢察官、檢察官

另依《司法人員人事條例》第8條規定：「本條例以外司法人員之人事事項，除法律別有規定外，準用本條例之規定。」因此司法官亦包含其他同法未列舉之法院法官：
1. 懲戒法院院長、兼任庭長之法官、法官。
2. 最高行政法院以及各高等行政法院院長、兼任庭長之法官、法官。
3. 智慧財產及商業法院院長、兼任庭長之法官、法官。
4. 臺灣高雄少年及家事法院院長、兼任庭長之法官、法官。

至於國防部所屬之軍法官與軍事檢察官，並不包含在內。

### 產生過程
在臺灣欲擔任司法官者，必須具有《公務人員特種考試司法官考試規則》第3條中所列之應試資格，再經「公務人員特種考試司法官考試」錄取，始進入法務部司法官學院，且成為「學習司法官」以接受三階段訓練。學習司法官於訓練期滿成績及格，並准予結業後，才會被司法院或法務部依次派用。

### 2009年考試體檢與司訓所體檢規定侵害工作權爭議
在2009年之前，通過司法官第一試考試（筆試）者，需在二試之前進行一次體檢合格，方能參加第二次考試（口試）；第二次考試合格者，需進入司訓所受訓，同樣需要再進行一次體檢並合格才能受訓。在體檢項目中包含了愛滋檢測，因而引發爭議。
2004年，權促會發函詢問法務部，是否有對受司法官與律師訓練者要求梅毒與愛滋篩檢，若未通過則不得受訓的情況。司訓所對於權促會來函，詢問司訓所體檢事宜，表示合格標準與應考時之體檢項目相同，合格與否是由醫師認定，司訓所並無增加另外的特別規定。
權促會秘書長林宜慧因此案於行政院衛生署愛滋病防治及感染者權益保障會中提案，建請對目前禁用愛滋感染者之用人機關，加以檢討。
該次會議決議為，目前公務人員高考三級、普考航空器維修類及司法官考試率取與受訓，針對愛滋病毒感染者已無限制。飛航管制員及航空駕駛員仍需進行檢驗。
2009年，法務部去函行政院表示，將HIV列為司法官學員入所前體格檢查項目違反人類免疫缺乏病毒傳染防治及感染者權益保障條例。雖然人類免疫缺乏病毒感染者並非列為不合格項目，體格檢查項目內含HIV篩檢，目的是讓學員了解其身體狀況，以期早期治療，但為避免外界歧視，有違「人類免疫缺乏病毒傳染防治及感染者權益保障條例」，自2009年司法官班第50期起體格檢查將刪除「愛滋病篩檢」項目，此爭議至此平息。

## 法國
法國的司法官（法語：magistrat）屬司法機關人員，分為法官及檢察官。

## 葡萄牙
在葡萄牙，檢察院司法官團獨立於法院司法官團。檢察院司法官（檢察官）與法院司法官（法官）雖同為司法官，但互不干涉。檢察院司法官團既獨立於司法機關，也獨立於政治權力。

## 外部連結
- 公務人員特種考試司法官考試規則（页面存档备份，存于）（繁體中文）